# المركز الأوروبي للتميز في مواجهة التهديدات الهجينة
المركز الأوروبي للتميز في مواجهة التهديدات الهجينة (Hybrid CoE) (بالفنلندية: Euroopan hybridiuhkien torjunnan osaamiskeskus)‏ (بالانجليزية: European Centre of Excellence for Countering Hybrid Threats) هو مركز دولي مستقل قائم على الشبكة للممارسين والخبراء ويقع المقر الرئيس له في هلسنكي. يركز المركز الهجين على الاستجابات للتهديدات الهجينة تحت رعاية الاتحاد الأوروبي وحلف شمال الأطلسي.

## المهام
يُوصف مركز التميز الهجين بأنه "خزان عمل" يقوم بإجراء دورات تدريبية وتمارين، ويستضيف ورش عمل لصناع السياسات والممارسين، وينتج أوراق بحثية بيضاء حول التهديدات الهجينة، مثل نقاط الضعف في الشبكة الكهربائية أو الاستغلال المحتمل للتشريعات المكتوبة بشكل غامض.

## تاريخه
تأسس المركز رسميا في أبريل 2017 بموجب القانون الفنلندي، بموجب مذكرة تفاهم بين ثماني دول أوروبية والولايات المتحدة وبما يتماشى مع قرارات الاتحاد الأوروبي وحلف شمال الأطلسي. اعتبارًا من مارس 2022، بلغ عدد الدول الأعضاء 22 دولة. تم افتتاح المركز في أكتوبر 2017 وتم تخصيص ميزانية قدرها 1.5 مليون يورو. تم تأسيسه في البداية في حي Sörnäinen في هلسنكي وتم تشغيله بواسطة خمسة عشر شخصًا في عام 2018 مع شبكات خبراء دولية لدعمهم.

## روابط خارجية
- الموقع الرسمي
- مذكرة تفاهم بشأن المركز الأوروبي للتميز في مكافحة التهديدات الهجينة